# Fumiyuki Kanda
Fumiyuki Kanda (født 28. september 1977) er en tidligere japansk fodboldspiller.
Han har spillet for flere forskellige klubber i sin karriere, herunder Ventforet Kofu.